# Steve Reid
Steve Reid (n. 29 ianuarie 1944, New York City, SUA - d. 13 aprilie 2010, New York City) a fost un baterist de jazz american.

## Colegii despre Steve
"Steve Reid is one of the greatest living drummers. He has played with Sun Ra, knew Coltrane, played at Motown. I mean this is a guy who at 19 was playing drums with Fela Kuti in Africa. It’s a creative joy and honour to work with him". (Steve Reid este unul dintre cei mai mari bateriști în viață. El a jucat cu Sun Ra, știa Coltrane, a jucat la Motown. Vreau să spun acest lucru este un tip care la 19 avea să cânte la baterie cu Fela Kuti în Africa. Este o bucurie creativă și onoare de a lucra cu el). Kieran Hebden (Fourtet)